# Goldfinger (гурт)
Goldfinger — американський рок-гурт з міста Лос-Анджелес, штат Каліфорнія, заснований у 1994 році. Гурт вважається частиною третьої хвилі ска-панку, активізації популярності ска в середині 90-х. Однак, альбоми Open Your Eyes та Disconnection Notice належать до панк-року. Окрім музики гурт відомий політичною активністю, особливо боротьбою за права тварин.

## Історія

### Заснування,GoldfingerтаHang-Ups(1994—1998)
Goldfinger було засновано учасниками Electric Love Hogs Джоном Фельдманом (вокал, гітара), Саймоном Вільямсом (бас-гітара), ударником Buffalo NY's Zero Tolerance Деріном Пфайфером (ударні) та Чарлі Паулсоном (гітара). Перед підписанням контракту з великим лейблом, вони видали мініальбом Richter на незалежному лейблі Mojo Records, який отримав схвальні відгуки, та посприяв підписанню контракту Goldfinger та Mojo зі звуковидавництвом Universal Records.
Багато пісень з Richter були демо-версіями пісень з дебютного альбому Goldfinger, продюсером якого став Джей Ріфкін та був виданий на Mojo Records 29 лютого 1996. Пісня «Here in Your Bedroom» стала особливо популярною та сформувала значну фан-базу гурту. У 2006, Alternative Press помістила альбом Goldfinger у «10 Albums That Shaped 1996» поруч з такими гуртами як No Doubt, Weezer та іншими. Гурт видав другий альбом, Hang-Ups, 9 вересня 1997. Проте альбом отримав менший успіх ніж дебютний альбом. Басист Саймон Вільямс залишив гурт після видання альбому Hang-Ups. В цей час, Goldfinger видав кавер на популярну пісню «More Today Than Yesterday» гурту Spiral Starecase.

### Stomping GroundтаOpen Your Eyes(1999—2004)
Третій альбом Goldfinger, Stomping Ground, було видано 28 березня 2000 року. Альбом мав низькі продажі у США, проте у став хітом у деяких європейських країнах, завдяки каверу на пісню «99 Luftballons» співачки Nena німецькою мовою. У 2000, протягом турне по Великій Британії, Goldfinger записали кілька виступів, включаючи живе виконання пісні Foot in Mouth, доступне для перегляду лише на офіційному сайті гурту. У 2001, Goldfinger повідомили, що Чарлі Паусон залишає гурт і буде замінений учасником гурту Ünloco, Браяном Артуром. Їх наступний альбом, Open Your Eyes (2002), став першим для їх нового лейблу, Jive/Zomba. У цьому альбомі гурт відмовився від регі мотивів та перейшов на більш важке звучання. Тексти деяких пісень альбому торкаються теми прав тварин, теми якої не торкались у попередніх альбомах. Гурт записав музичне відео на трек з такою ж назвою як альбом, яка також торкається цієї теми.

### Disconnection Noticeта повернення Чарлі Паусона (2005—2006)

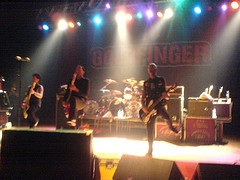
Goldfinger live in 2006.

На початку 2005 року, гурт видав їх перший альбом на новому звуковидавництві, Maverick Records, під назвою Disconnection Notice. Пісня «Wasted» була видана як сингл. The CD was less well received compared to former Goldfinger albums. У 2005, Браян покинув гурт після релізу альбому. Згодом, Goldfinger повідомили, що гітарист Чарлі Паусон знову приєднається до гурту. Чарлі повернувся на сцені під час концерту у Key Club, Лос-Анджелес, коли гурт завершував турне по заходу США.

### Hello Destiny…(2007—2010)
Goldfinger підписали контракт з незалежним лейблом SideOneDummy Records у 2007. 22 квітня 2008, гурт видав їх шостий студійний альбом Hello Destiny.... Для реклами альбому, гурт розпочав успішний тур по Північній Америці разом з Less Than Jake літом 2008 року. Також вони виступили на британському Reading and Leeds Festivals 22-23 серпня 2008.
Фронтмен гурту, Джон Фельдман був продюсером для таких гуртів як Mest, The Used (їх вокаліст Берт МакКрекен брав участь у якості запрошеного вокаліста у композиціях «Open Your Eyes», «Woodchuck», «Ocean Size» та «Handjobs for Jesus»), Гіларі Дафф та Story of the Year. Він також був продюсером синглу Good Charlotte «The Anthem» (гітарист Бенджі Медден брав участь у якості запрошеного вокаліста у композиціях «January», яка початково називалась «Oracle of Elcaro»). Він також підписав гурт Unloco зі звуковидавництвом Maverick Records.
У вересні 2010, Goldfinger відіграли декілька концертів на західному узбережжі разом з гуртом Reel Big Fish. Під час шоу не було ударника гурту, Деріна Пфайфера, на час виступів його замінив Брендон Стейнекерт з Rancid. Також під час шоу House of Blues у місті Лос-Анджелес, перший басист гурту, Саймон Вільямс вийшов на сцену та зіграв кілька пісень з дебютного альбому.

### The Knife(2010–дотепер)
У листопаді/грудні 2010 у номері No. 43 журналу SMASH, Фельдман зазначив, що новий мініальбом чи можливо повний студійний альбом «вже в роботі», уже написано 4/5 пісень, та Пфайфер уже записав ударні партії для пісень. Фельдман також зазначив, що вихід релізу супроводжуватиметься розширеним туром. Зі слів Фельдмана, Goldfinger очікують видати новий альбом десь у 2012. Гурт видав нову пісню, «Am I Deaf», 24 травня 2013 року.
У 2015, Фельдман в інтерв'ю з Fuse, зазначив: «Ми можливо видамо пісню чи дві, але я не знаю чи ми видаватимемо альбоми більше. Ми граємо ті самі пісні, як ми завжди робили.»
21 липня 2017 року, гурт видав альбом The Knife, це перший альбом за участі Майка Еррери, Тревіса Баркера та Філа Сніда.

## Учасники гурту
| Поточні учасники - Джон Фельдман — ведучий вокал, ритм-гітара (1994–дотепер) - Тревіс Баркер — ударні (2016-дотепер) - Майк Еррера — бас-гітара, бек-вокал (2016–дотепер) - Філіп «Moon Valjean» Снід — ведуча гітара, бек-вокал (2016–дотепер) | Колишні учасники - Саймон Вільямс — бас-гітара, бек-вокал (1994—1999) - Браян Артур — ведуча гітара, бек-вокал (2001—2005) - Чарлі Паулсон — ведуча гітара, бек-вокал (1994—2001, 2005—2013) - Келлі ЛеМ'є — бас-гітара, бек-вокал (1999—2014) - Дерін Пфайфер — ударні, бек-вокал (1994—2016) |

Схема
Не вдається зібрати вхід EasyTimeline:

Timeline generation failed: 8 errors found

Line 6: TimeAxis = orientation: horizontal format: yyyy

- TimeAxis definition incomplete. No value specified for attribute 'orientation'.

Line 7: Legend = orientation: vertical position: bottom columns:3

- TimeAxis definition incomplete. No value specified for attribute 'horizontal'.

Line 8: ScaleMajor = increment:2 start:1994

- TimeAxis definition incomplete. No value specified for attribute 'format'.

Line 9: ScaleMinor = increment:1 start:1995

- TimeAxis definition incomplete. No value specified for attribute 'yyyy'.

Line 18: BackgroundColors = bars: bars

- BackgroundColors definition incomplete. No value specified for attribute 'bars'.

Line 19: LineData =

- BackgroundColors definition incomplete. No value specified for attribute 'bars'.

Line 20:  layer:back

- New command expected instead of data line (= line starting with spaces). Data line(s) ignored.

```
 

```

Line 39: PlotData=

- PlotData invalid. No (valid) command 'TimeAxis' specified in previous lines.

## Дискографія
- Goldfinger (1996)
- Hang-Ups (1997)
- Stomping Ground (2000)
- Open Your Eyes (2002)
- Disconnection Notice (2005)
- Hello Destiny... (2008)
- The Knife (2017)